# Algirdas Julien Greimas
Algirdas Julien Greimas né en 1917 à Toula, en Russie et mort en 1992 à Paris, France, est un linguiste et sémioticien d'origine lituanienne et d'expression française, directeur d'études à l'École des hautes études en sciences sociales, fondateur de la sémantique structurale d'inspiration saussuro-hjelmslévienne et animateur du «Groupe de recherche sémio-linguistique» (EHESS/CNRS) et de l'École sémiotique de Paris.
Ses principaux ouvrages sont Sémantique structurale (1966), Du sens (1970) et Du sens II (1983).

## Biographie
Greimas naît le 9 mars 1917 à Toula en Russie de parents lituaniens. Ses études le mènent jusqu'au baccalauréat en 1934. Il étudie alors le droit à l'Université Vytautas-Magnus de Kaunas en 1934-1935 (Lituanie).
De 1936 à 1939, Greimas est en France à Grenoble, où il obtient une licence de lettres. Il marque un goût prononcé pour le Moyen Âge et se tourne vers des études de dialectologie francoprovençale sous la direction d'Antonin Duraffour. Il mène pour  Albert Dauzat une enquête dans le Grésivaudan à la recherche d'un substrat ligure pré-celtique.
Greimas repart pour la Lituanie en 1939 pour son service militaire, alors que le pays est successivement envahi par les Soviétiques (1940) et par les Allemands (1941). Son premier article, publié en lituanien, est une métaphore de la résistance anti-nazie : « Cervantes et son Don Quichotte ». En 1944, alors que la Lituanie est de nouveau envahie par les Soviétiques, il revient en France.
Greimas s'inscrit à la Sorbonne en thèse de doctorat d'université sous la direction de Charles Bruneau. Sa recherche, qui porte sur le vocabulaire de la mode, est transformée en thèse d'État et soutenue en 1948. Ces travaux sont inspirés par l'analyse lexicologique synchronique (ou statique) de Georges Matoré, avec lequel il publie la même année La Méthode en lexicologie. À propos de quelques thèses récentes» et en 1950 La Méthode en lexicologie, II».
Après avoir été stagiaire de recherche au CNRS, il devient en 1949 maître de conférences à la faculté des Lettres d'Alexandrie, en Égypte, où il enseigne l'histoire de la langue française. Il y rencontre Roland Barthes et Charles Singevin, et abandonne progressivement la lexicologie qu'il juge impropre à structurer les champs sémantiques.
Inspiré par les travaux de Merleau-Ponty et de Lévi-Strauss, il publie dans la revue Le Français moderne son article séminal « L'Actualité du saussurisme » et postule, d'après Ferdinand de Saussure, un monde structuré et saisissable dans ses significations. L'objectif est d'élaborer une méthodologie unifiée des sciences sociales.
En 1958, il est nommé en Turquie, à Ankara, où il occupe la chaire de Langue et grammaire française. À partir de 1960, il enseigne aussi à l'université d'Istanbul et crée avec Jean Dubois, Jean-Claude Chevalier et Henri Mitterand la Société d'étude de la langue française. Il est nommé en 1962 professeur de linguistique française à l'université de Poitiers.
Il publie en 1963 « Comment définir les indéfinis ? Essai de description sémantique », en référence aux travaux de Viggo Brøndal (en), puis « La description de la signification et la mythologie comparée », rédigé après une rencontre avec Georges Dumézil.
De 1963 à 1964, il donne un cours de sémantique structurale au Centre de linguistique quantitative de Paris (Institut Poincaré), cours qui sera diffusé en partie par l'École normale supérieure de Saint-Cloud l'année suivante.
En 1965, il est élu directeur d'études à la VIe section de l'École pratique des hautes études. Il est collaborateur régulier de la revue Le Français moderne.
En 1966, Greimas fonde avec Roland Barthes, Jean Dubois, Bernard Pottier, Nicolas Ruwet et Bernard Quemada la revue Langages visant « l'ensemble des systèmes de signifiants, du moment qu'ils se présentent comme des structures relationnelles hiérarchisées ».
Roman Jakobson organise à Kazimierz Dolny (Pologne) un colloque de sémiotique. On y crée l'Association internationale de sémiotique (International Association for Semiotic Studies) dont Greimas est élu secrétaire général.
Il fonde le « Groupe de recherche sémio-linguistique » (GRSL) au sein du laboratoire d'anthropologie sociale de l'École pratique des hautes études et du Collège de France avec l'appui de Claude Lévi-Strauss et la participation de Roland Barthes. Les principaux membres du groupe sont : Jean-Claude Coquet, Oswald Ducrot, Gérard Genette, Julia Kristeva, Christian Metz, François Rastier et Tzvetan Todorov.
Il publie Sémantique structurale - Recherche de méthode (1966), qui sera traduit en italien (1969), en espagnol (1971), en allemand (1971), en portugais (1973), en danois (1974), en finnois (1980) et en anglais (1983). C'est le texte fondateur de ce qui allait devenir l'École sémiotique de Paris.
En 1968, dans l'article « The interaction of semiotic constraints » (avec François Rastier), il met en place pour la première fois le « modèle constitutionnel » qui deviendra le carré sémiotique. Le premier exemple d'investissement sémantique du modèle porte sur le système des relations sexuelles.
Il publie en 1969 un Dictionnaire de l'ancien français chez Larousse.
En 1970, Greimas est directeur scientifique du Centre international de sémiotique et de linguistique (Centro Internazionale di Semiotica e di Linguistica) d'Urbino (Italie) qui vient d'être créé.
Il publie Du sens au Seuil. L'ouvrage comporte quatorze articles publiés avant 1970.
En 1971, il participe au premier Congrès international d'ethnologie européenne où il propose des « Réflexions sur les objets ethno-sémiotiques ».
En 1974, il rédige l'article Sémiotique pour La Grande Encyclopédie Larousse.
En 1977 est créé le Bulletin du Groupe de recherche sémio-linguistique, publiant quatre numéros thématiques par an, sous la direction d'Anne Hénault, suivi en 1979 des Documents, pré-publications ou documents de travail signés par des sémioticiens d'horizons géographiques ou d'inspirations théoriques divers, sous la direction d'Eric Landowski. Ils deviendront rapidement Actes sémiotiques Bulletin et Actes sémiotiques Documents.
Il prend sa retraite en mai 1985.
Greimas a appliqué sa sémiotique à un conte de Maupassant et publié avec Joseph Courtés un Dictionnaire raisonné de la théorie du langage (1979). Les domaines d'application s'élargiront aux discours social esthétique et éthique. Il meurt à Paris en 1992 après avoir souhaité constituer ses méthodes sémiotiques en école : l'École sémiotique de Paris.

## Apport théorique
Profondément influencé par les modèles de récit développés par Propp et Lévi-Strauss, Greimas s'attachera à les unifier sous l'égide de la linguistique et à faire passer l'héritage structural dans le domaine de la sémiotique.
La réflexion de Greimas est dominée par la question du sens et les modalités de son émergence. Dans l'Introduction inédite de Du Sens, il écrit : « L'homme vit dans un monde signifiant. Pour lui, le problème du sens ne se pose pas, le sens est posé, il s'impose comme une évidence, comme un "sentiment de comprendre" tout naturel ». Il ajoute : « Déterminer les formes multiples de la présence du sens et les modes de son existence, les interpréter comme des instances horizontales et des niveaux verticaux de la signification, décrire les parcours des transpositions et transformations de contenus, ce sont autant de tâches qui, aujourd'hui, ne paraissent plus utopiques. Seule une telle sémiotique des formes pourra apparaître, dans un avenir prévisible, comme le langage permettant de parler du sens. Car, justement, la forme sémiotique n'est autre chose que le sens du sens. »
Au plan méthodologique, Greimas reprend le point de vue structuraliste, en vertu duquel ce sont les relations entre les concepts, et non les concepts eux-mêmes, qui peuvent créer du sens : « La structure, si on la définit comme un réseau de relations sous-jacent à la manifestation, devient le lieu unique où peut se situer la réflexion sur les conditions de l'émergence de la signification, mais aussi et en même temps, le dispositif permettant de saisir les objets sémiotiques ».

### Postulat du binarisme
Dès Sémantique structurale, Greimas fait de la logique l'outil de base qui devrait permettre à la sémantique de sortir de la « contemplation de ses propres concepts généraux ». Selon lui, la signification manifeste une relation qui ne peut prendre que les formes de la conjonction et de la disjonction: « La structure élémentaire, considérée et écrite en soi, c'est-à-dire en dehors de tout contexte signifiant, ne peut être que binaire. » Ce postulat épistémologique du binarisme, hérité de Jakobson et de Lévi-Strauss serait une des caractéristiques de l'esprit humain et expliquerait l'organisation des lexèmes en paires d'opposition, du type blanc/noir.
Cette binarité dépasse en fait le domaine du vocabulaire et s'applique à toute structure complexe, car cette dernière peut toujours être représentée par une hiérarchie de structures binaires. Un texte, parce qu'il est normalement homogène et forme « un micro-univers sémantique fermé sur lui-même » fait jouer un réseau d'isotopies susceptibles d'être projeté sous forme de schéma, un « schéma » désignant pour Greimas une structure réunissant deux termes contradictoires.
On retrouve ces relations contradictoires dans le procès de transformation caractéristique des textes narratifs. Comme le note Greimas, sur le plan de la structure implicite, le renversement de la situation initiale du récit n'est pas autre chose qu'une inversion des signes du contenu :
```
            avant                contenu inversé
                         =                        
            après                contenu posé
```

Ce jeu récurrent de termes mis en opposition, dont la paternité remonte à Lévi-Strauss, l'amène à rechercher un modèle susceptible d'en rendre compte: c'est le carré sémiotique.

### Formalisation du récit
Voulant synthétiser la méthodologie de Propp et celle de Lévi-Strauss, Greimas substitue aux sept sphères d'action des personnages identifiées par Propp, trois catégories d'actants : Destinateur-Destinataire, Adjuvant-Opposant, Sujet-Objet. Il s'appuie sur le modèle de Lucien Tesnière afin de faire le lien entre contenu axiologique et structure syntaxique. Quant aux 31 fonctions de Propp, elles sont regroupées en paires d'oppositions, ce qui les ramène à 20; puis elles sont finalement indexées par trois axes binaires: mandement-acceptation (correspondant à une conjonction), prohibition-violation (disjonction) et conséquence. C'est le schéma actantiel.
Par la suite, Greimas se détache des fonctions de Propp, qu'il considère comme trop « floues », parce que ce dernier met sur le même plan ce qui constitue une activité (un « faire »), tel le départ du héros, et un état, tel le manque. Greimas y substitue le concept d'énoncé narratif, qui permet de distinguer entre énoncés d'état et énoncés de faire. Ce sont les énoncés narratifs qui rendent possible la narrativisation du modèle constitutionnel (ou carré sémiotique) en opérant à un niveau intermédiaire entre la grammaire fondamentale et la manifestation: la grammaire superficielle. Celle-ci, qui relève toujours de l'immanence du récit, et donc des structures narratives, débouche sur « une représentation anthropomorphe mais non figurative ». Par une opération de conversion, les opérations logiques du carré sont remplacées par des sujets du faire, tandis que des sujets d'état sont définis par « leur jonction avec des objets susceptibles d'être investis de valeurs qui les déterminent ». On quitte ainsi le domaine du paradigmatique pour entrer dans la syntaxe narrative. Le schéma narratif apparaît constitué de deux parcours narratifs propres à chacun des sujets (le sujet et l'anti-sujet) qui se déroulent dans deux directions opposées.

## Critique du modèle
À la suite de Lévi-Strauss, Greimas rejette la dimension temporelle en dehors du carré et, de ce fait, la subordonne aux relations logiques, qui sont posées comme antérieures et hiérarchiquement dominantes. Cette façon d'évacuer le temps des structures profondes du récit a suscité bien des résistances. Dès l'apparition du modèle greimassien, Claude Bremond s'est refusé à voir dans le récit « un jeu de concepts intemporels, transcendant au devenir des événements racontés ». Pour lui, « l'objet du récit est le temps, non l'éternité : l'énoncé du devenir des choses épuise leur sens proprement narratif ».
Paul Ricœur, qui a particulièrement étudié la dimension temporelle du récit, abonde dans le même sens et voit dans le modèle greimassien « une vaste entreprise de contournement de la diachronie ». Évoquant le fait que Greimas a reporté la narrativisation au niveau de la grammaire superficielle, Ricœur écrit encore : « Si la chronologie peut être réduite à un effet de surface, c'est que la prétendue surface a été auparavant privée de sa dialectique propre, à savoir la compétition entre la dimension séquentielle et la dimension configurante du récit – compétition qui fait du récit une totalité successive ou une succession totale ».
Une autre objection, corollaire de celle-ci, questionne la façon dont s'opère effectivement l'opération de conversion. La difficulté a été soulignée par les meilleurs commentateurs de Greimas. Ainsi, Courtés reconnaît l'absence d'un « itinéraire allant directement de la structure élémentaire de la signification à la distribution syntaxique de surface ». Dans le Dictionnaire, Greimas lui-même admet que les recherches sur cette question sont « à peine en cours » (p. 72). Jean Petitot-Cocorda va plus loin et conclut que « si (la conversion) est insoluble dans la théorie greimassienne, c'est que la conception logique du niveau fondamental implique la nécessité de convertir des relations logiques en événements syntaxiques et que cela est eidétiquement impossible ».
En dépit de ces critiques, les travaux de Greimas sont à la source de fécondes recherches à l'intérieur de l'École sémiotique de Paris.

## Publications
- La Mode en 1830. Essai de description du vocabulaire vestimentaire d’après les journaux de mode de l’époque, thèse principale, doctorat d’état de l’Université de Paris, 1948 ; republiée avec une révision de Thomas Broden, Paris, PUF, « Coll. Formes sémiotiques », 2000
- Sémantique structurale : recherche de méthode, Larousse, 1966
- Dictionnaire de l'ancien français jusqu'au milieu du XIVe siècle, Larousse, 1968
- Du sens, essais sémiotiques, Éditions du Seuil, 1970
- Maupassant : la sémiotique du texte, exercices pratiques, Éditions du Seuil, 1975
- Sémiotique et sciences sociales, Éditions du Seuil, 1976
- Sémiotique : dictionnaire raisonné de la théorie du langage (avec Joseph Courtés), Hachette, 1979
- Du sens. 2, Éditions du Seuil, 1983
- Des dieux et des hommes : études de mythologie lithuanienne, PUF, 1985
- De l'imperfection, Périgueux, P. Fanlac éd., 1987
- Sémiotique des passions : des états de choses aux états d'âme (avec Jacques Fontanille), Éditions du Seuil, 1991
- Dictionnaire du moyen français (avec Teresa Mary Keane), Paris : Larousse, 1992
- Du sens en exil : Chroniques lituaniennes, collection des essais écrites en lituanien, Lamber-Lucas, 2017